# Skovtupelotræ
Skovtupelotræ (Nyssa sylvatica), også skrevet Skov-Tupelotræ, er et mellemstort træ med en smal og kegleformet vækst. Bladene er hele og helrandede, og de får kraftigt røde høstfarver. Af samme grund bliver træet plantet i parker og større haver.

## Beskrivelse
Skovtupelotræ er et mellemstort til stort, løvfældende træ med en smalt kegleformet og senere fladt afrundet vækstform. De forholdsvist få hovedgrene sidder i kranse. Barken er først brunligt grøn med nogle få barkporer. Senere bliver den gråbrun eller rødlig med lysebrune skæl. Marven er opdelt i lysegrønne kamre. Gamle grene og stammer får en opsprækkende bark med lodrette furer. Knopperne er spredt stillede, ægformede, blanke og røde. 
Bladene er ovale med hel rand. Oversiden er skinnende mørkegrøn, mens undersiden er lysere. Høstfarven er rød. Blomstringen foregår i juni-juli, hvor man finder hanblomsterne samlet i kugleformede stande. De enkelte blomster er små med gulgrønne bægerblade. Hunblomsterne sidder parvist (eller 3 sammen), og de er ganske små med grønt bloster. Frugterne er blåsorte stenfrugter, der bærer rester af blostret.
Rodsystemet består af en kraftig og dybtgående pælerod og mange, højtliggende finrødder.
Højde x bredde og årlig tilvækst: 15 x 8 m (30 x 20 cm/år). I hjemlandet dog ofte betydeligt større.
- Skovtupelotræ - Nyssa sylvatica

## Hjemsted
Skovtupelotræ har sin naturlige udbredelse fra Ontario i Canada til New England, Midtvesten og de sydøstlige stater i USA. Træet indgår i blandede løvskove på fugtig til meget våd bund. 
Trumbull County ligger i det nordøstlige Ohio op mod grænsen til Pennsylvania i øst. Den naturlige vegetation er forholdsvis åbne, blandede løvskove. Her vokser arten på sandet bund nede i floddalene eller på den laveste del af skråningerne sammen med bl.a. alm. tulipantræ, amerikansk lind, blomsterkornel, canadisk bærmispel, Castanea dentata (en art af kastanje), farveeg, glansbladet hæg, grå valnød, hvid hickory, hvidask, hvideg, hvidelm, laurbæreg, pekan, rødeg, rødløn, skarlageneg, sukkerløn og svinehickory
| Portal | Portal:Botanik |

## Fodnoter
1. ↑  Royal E. Shanks: The Vegetation of Trumbull County, Ohio en grundig gennemgang af vegetationen i amtet (engelsk)